# Дикий мёд (пьеса)
Дикий мёд (англ. Wild Honey) ― адаптация пьесы «Плато́нов» русского писателя Антона Чехова сделанная британским драматургом Майклом Фрейном в 1984 году. Произведение Чехова не получило от своего автора никакого названия, хотя в английском переводе пьеса известна как «Платонов», по имени главного героя, Михаила Платонова, провинциального учителя.
Первая постановка адаптации Фрейна состоялась в Королевском национальном театре в Лондоне в 1984 году. Она была удостоена премии Лоренса Оливье в трёх номинациях: Иэн МакКеллен был назван актёром года в возобновлённой пьесе, Кристофер Морахэн ― режиссёром года, а Джон Гантер ― дизайнером года. Роль «Анна Петровна» сыграл Шарлотта Корнуэлл.
Спектакль также состоялся в нью-йоркском театре Август Уилсон в декабре 1986 года. Его представлял импресарио Дуглас Урбански, МакКеллен снова сыграл свою прежнею роль, однако других персонажей пьесы постановки играли американские актёры Ким Кэтролл, Кэтрин Уокер и Кейт Бертон.
Спектакль был поставлен по радио на цифровой радиостанции BBC7 31 января 2010 в рамках сезона документальных сюжетов, посвящённых драмам, рассказам и эссе в честь празднования 150-летия дня рождения Чехова на Би-би-си Иэн МакКеллен снова играл роль Платонова, а Анна Колдер-Маршалл сыграл Сашу.